# Північна Корея на літніх Олімпійських іграх 2016

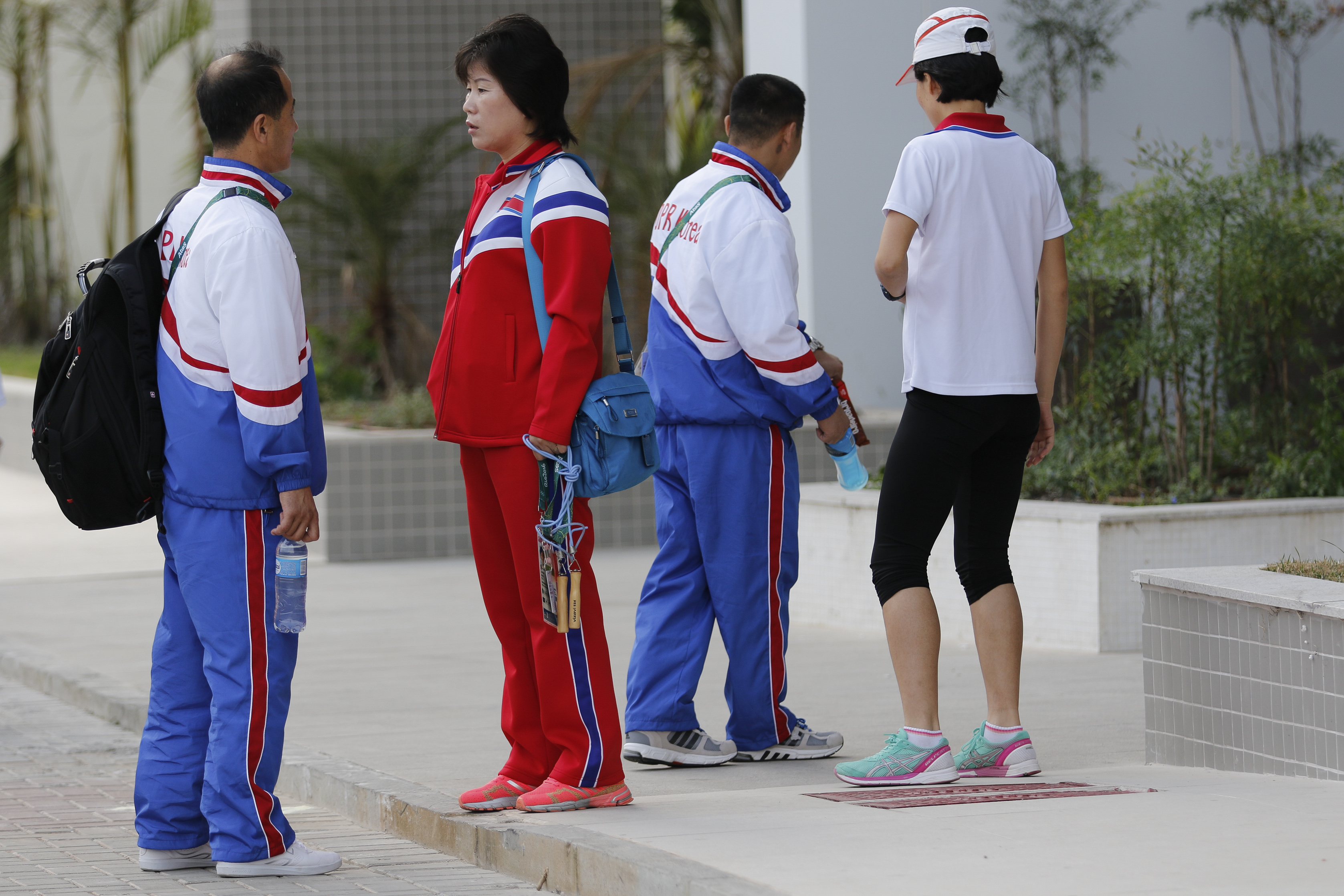
Представники КНДР в Олімпійському селищі

Північну Корею на літніх Олімпійських іграх 2016 представляли 31 спортсмен у 9 видах спорту.

## Медалісти
| Медалі | Спортсмени   | Вид спорту       | Дисципліна                     | Дата      |
| ------ | ------------ | ---------------- | ------------------------------ | --------- |
| Золото | Лім Джон Сім | Важка атлетика   | до 75 кг (жінки)               | 12 серпня |
| Золото | Рі Се Гван   | Гімнастика       | опорний стрибок (чоловіки)     | 15 серпня |
| Срібло | Ом Юн Чхоль  | Важка атлетика   | до 56 кг (чоловіки)            | 7 серпня  |
| Срібло | Чо Хьо Сім   | Важка атлетика   | до 63 кг (жінки)               | 9 серпня  |
| Срібло | Кім Кук Х'ян | Важка атлетика   | понад 75 кг (жінки)            | 14 серпня |
| Бронза | Кім Сон Гук  | Стрільба         | пістолет, 50 метрів (чоловіки) | 10 серпня |
| Бронза | Кім Сон І    | Настільний теніс | одиночний розряд (жінки)       | 10 серпня |

## Стрільба з лука
| Спортсмен | Дисципліна                     | Попередній раунд | Попередній раунд | 1/32 фіналу         | 1/16 фіналу            | 1/8 фіналу            | Чвертьфінали       | Півфінали          | Фінал / БМ         | Фінал / БМ       |
| Спортсмен | Дисципліна                     | Результат        | Сіяний           | Суперник Результат  | Суперник Результат     | Суперник Результат    | Суперник Результат | Суперник Результат | Суперник Результат | Місце            |
| --------- | ------------------------------ | ---------------- | ---------------- | ------------------- | ---------------------- | --------------------- | ------------------ | ------------------ | ------------------ | ---------------- |
| Кан Ун Чу | індивідуальна першість (жінки) | 643              | 15               | Нікітін (BRA) W 6–0 | Б'єрендаль (SWE) W 6–2 | Chang H-j (KOR) L 2–6 | Завершила виступ   | Завершила виступ   | Завершила виступ   | Завершила виступ |

## Легка атлетика
Легенда
- Note – для трекових дисциплін місце вказане лише для забігу, в якому взяв участь спортсмен
- Q = пройшов у наступне коло напряму
- q = пройшов у наступне коло за добором (для трекових дисциплін - найшвидші часи серед тих, хто не пройшов напряму; для технічних дисциплін - увійшов до визначеної кількості фіналістів за місцем якщо напряму пройшло менше спортсменів, ніж визначена кількість)
- NR = Національний рекорд
- N/A = Коло відсутнє у цій дисципліні
- Bye = спортсменові не потрібно змагатися у цьому колі

Трекові і шосейні дисципліни
| Спортсмен   | Дисципліна                  | Фінал     | Фінал |
| Спортсмен   | Дисципліна                  | Результат | Місце |
| ----------- | --------------------------- | --------- | ----- |
| Пак Чхоль   | марафонський біг (чоловіки) | 2:15:27   | 27    |
| Кім хе Кьон | марафонський біг (жінки)    | 2:28:36   | 11    |
| Кім Хі Сон  | марафонський біг (жінки)    | 2:28:36   | 10    |
| Кім Кум Ок  | марафонський біг (жінки)    | 2:38:24   | 49    |

## Стрибки у воду
| Спортсмен             | Дисципліна                         | Попередні змагання | Попередні змагання | Півфінали        | Півфінали        | Фінал            | Фінал            |
| Спортсмен             | Дисципліна                         | Очки               | Місце              | Очки             | Місце            | Очки             | Місце            |
| --------------------- | ---------------------------------- | ------------------ | ------------------ | ---------------- | ---------------- | ---------------- | ---------------- |
| Кім Кук Хян           | вишка, 10 метрів (жінки)           | 263.20             | 25                 | Завершила виступ | Завершила виступ | Завершила виступ | Завершила виступ |
| Кім Ун Хян            | вишка, 10 метрів (жінки)           | 289.45             | 18 Q               | 343.70           | 5 Q              | 357.90           | 7                |
| Кім Кук Хян Кім Мі Ре | синхронна вишка, 10 метрів (жінки) | Н/Д                | Н/Д                | Н/Д              | Н/Д              | 322.44           | 4                |

## Гімнастика

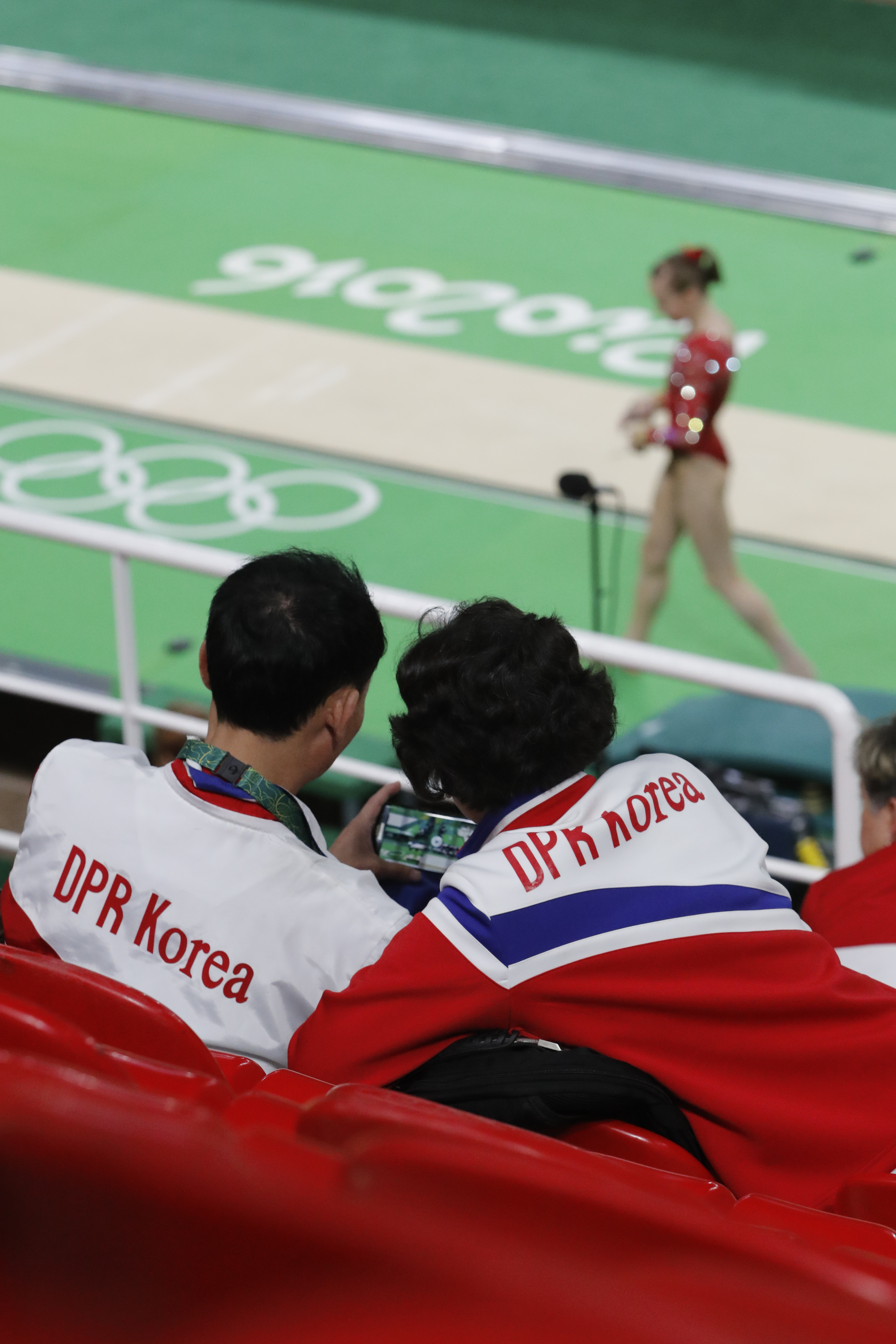
Північнокорейці спостерігають за тренуванням гімнастів у Ріо.

### Спортивна гімнастика
Чоловіки
| Спортсмен | Дисципліна | Кваліфікація | Кваліфікація    | Кваліфікація | Кваліфікація | Кваліфікація | Кваліфікація | Кваліфікація | Кваліфікація | Фінал  | Фінал  | Фінал  | Фінал  | Фінал  | Фінал  | Фінал   | Фінал |        |     |     |        |   |
| Спортсмен | Дисципліна | Вправа       | Вправа          | Вправа       | Вправа       | Вправа       | Вправа       | Загалом      | Місце        | Вправа | Вправа | Вправа | Вправа | Вправа | Вправа | Загалом | Місце |        |     |     |        |   |
| --------- | ---------- | ------------ | --------------- | ------------ | ------------ | ------------ | ------------ | ------------ | ------------ | ------ | ------ | ------ | ------ | ------ | ------ | ------- | ----- | ------ | --- | --- | ------ | - |
| Спортсмен | Дисципліна | Рі Сегван    | опорний стрибок | Н/Д          | Н/Д          | Н/Д          | 15.433       | Загалом      | Місце        | Н/Д    | Н/Д    | 15.433 | 1 Q    | Н/Д    | Н/Д    | Н/Д     | Місце | 15.691 | Н/Д | Н/Д | 15.691 | 1 |

Жінки
| Спортсменка   | Дисципліна | Кваліфікація | Кваліфікація    | Кваліфікація | Кваліфікація | Кваліфікація | Кваліфікація     | Фінал            | Фінал            | Фінал            | Фінал            | Фінал            | Фінал |        |   |
| Спортсменка   | Дисципліна | Вправа       | Вправа          | Вправа       | Вправа       | Загалом      | Місце            | Вправа           | Вправа           | Вправа           | Вправа           | Загалом          | Місце |        |   |
| ------------- | ---------- | ------------ | --------------- | ------------ | ------------ | ------------ | ---------------- | ---------------- | ---------------- | ---------------- | ---------------- | ---------------- | ----- | ------ | - |
| Спортсменка   | Дисципліна | Хон Унчон    | опорний стрибок | 15.683       | Н/Д          | Н/Д          | Н/Д              | 15.683           | 2 Q              | 14.900           | Н/Д              | Н/Д              | Н/Д   | 14.900 | 6 |
| Вільні вправи | Н/Д        | Н/Д          | Н/Д             | 12.533       | 12.533       | 71           | Завершила виступ | Завершила виступ | Завершила виступ | Завершила виступ | Завершила виступ | Завершила виступ |       |        |   |

## Дзюдо
| Спортсмен   | Категорія           | 1/32 фіналу           | 1/16 фіналу             | 1/8 фіналу             | Чвертьфінали       | Півфінали          | Втішний поєдинок   | Фінал / БМ         | Фінал / БМ       |
| Спортсмен   | Категорія           | Суперник Результат    | Суперник Результат      | Суперник Результат     | Суперник Результат | Суперник Результат | Суперник Результат | Суперник Результат | Місце            |
| ----------- | ------------------- | --------------------- | ----------------------- | ---------------------- | ------------------ | ------------------ | ------------------ | ------------------ | ---------------- |
| Хон Кук Хен | до 73 кг (чоловіки) | Дюпра (FRA) L 000–100 | Завершив виступ         | Завершив виступ        | Завершив виступ    | Завершив виступ    | Завершив виступ    | Завершив виступ    | Завершив виступ  |
| Кім Сол Мі  | до 48 кг (жінки)    | Н/Д                   | Долгова (RUS) L 000–001 | Завершила виступ       | Завершила виступ   | Завершила виступ   | Завершила виступ   | Завершила виступ   | Завершила виступ |
| Соль Кьон   | до 78 кг (жінки)    | Н/Д                   | Bye                     | Тшемео (FRA) L 000–100 | Завершила виступ   | Завершила виступ   | Завершила виступ   | Завершила виступ   | Завершила виступ |

## Стрільба
| Спортсмен    | Дисципліна                                  | Кваліфікація | Кваліфікація | Півфінал         | Півфінал         | Фінал            | Фінал            |
| Спортсмен    | Дисципліна                                  | Очки         | Місце        | Очки             | Місце            | Очки             | Місце            |
| ------------ | ------------------------------------------- | ------------ | ------------ | ---------------- | ---------------- | ---------------- | ---------------- |
| Кім Чон Су   | пневматичний пістолет, 10 метрів (чоловіки) | 575          | 27           | Н/Д              | Н/Д              | Завершив виступ  | Завершив виступ  |
| Кім Чон Су   | пістолет, 50 метрів (чоловіки)              | 548          | 24           | Н/Д              | Н/Д              | Завершив виступ  | Завершив виступ  |
| Kim Song-guk | пневматичний пістолет, 10 метрів (чоловіки) | 577          | 17           | Н/Д              | Н/Д              | Завершив виступ  | Завершив виступ  |
| Kim Song-guk | пістолет, 50 метрів (чоловіки)              | 557          | 5 Q          | Н/Д              | Н/Д              | 172.8            | 3                |
| Чо Йон Сок   | пневматичний пістолет, 10 метрів (жінки)    | 381          | 12           | Н/Д              | Н/Д              | Завершила виступ | Завершила виступ |
| Чо Йон Сок   | пістолет, 25 метрів (жінки)                 | 582          | 6 Q          | 12               | 7                | Завершила виступ | Завершила виступ |
| Пак Йон Хі   | трап (жінки)                                | 65           | 12           | Завершила виступ | Завершила виступ | Завершила виступ | Завершила виступ |

Пояснення до кваліфікації: Q = Пройшов у наступне коло; q = Кваліфікувався щоб змагатись у поєдинку за бронзову медаль

## Настільний теніс
| Спортсмен                          | Дисципліна                | Попередній раунд   | Раунд 1            | Раунд 2                | Раунд 3             | 1/8 фіналу            | Чвертьфінали       | Півфінали          | Фінал / БМ           | Фінал / БМ       |
| Спортсмен                          | Дисципліна                | Суперник Результат | Суперник Результат | Суперник Результат     | Суперник Результат  | Суперник Результат    | Суперник Результат | Суперник Результат | Суперник Результат   | Місце            |
| ---------------------------------- | ------------------------- | ------------------ | ------------------ | ---------------------- | ------------------- | --------------------- | ------------------ | ------------------ | -------------------- | ---------------- |
| Кім Сон І                          | одиночний розряд (жінки)  | Bye                | Bye                | Grzybowska (POL) W 4–0 | Ісікава (JPN) W 4–3 | Chen S-y (TPE) W 4–2  | Yu My (SIN) W 4–2  | Ding N (CHN) L 1–4 | Фукухара (JPN) W 4–1 | 3                |
| Ri Myong-sun                       | одиночний розряд (жінки)  | Bye                | Bye                | Lovas (HUN) W 4–1      | Солья (GER) W 4–0   | Фукухара (JPN) L 0–4  | Завершив виступ    | Завершив виступ    | Завершив виступ      | Завершив виступ  |
| Кім Сон І Ri Mi-gyong Ri Myong-sun | командна першість (жінки) | Н/Д                | Н/Д                | Н/Д                    | Н/Д                 | Австралія (AUS) W 3–0 | Китай (CHN) L 0–3  | Завершила виступ   | Завершила виступ     | Завершила виступ |

## Важка атлетика
Чоловіки
| Спортсмен     | Категорія | Ривок     | Ривок | Поштовх   | Поштовх | Загалом | Місце |
| Спортсмен     | Категорія | Результат | Місце | Результат | Місце   | Загалом | Місце |
| ------------- | --------- | --------- | ----- | --------- | ------- | ------- | ----- |
| Ом Юн Чхоль   | до 56 кг  | 134       | 2     | 169       | 2       | 303     | 2     |
| Ким Мен Хек   | до 69 кг  | 157       | 3     | 196       | DNF     | 157     | DNF   |
| Квон Йон Хван | до 69 кг  | 137       | 16    | 176       | 11      | 313     | 14    |
| Чхве Чон Ві   | до 77 кг  | 153       | 8     | 190       | 8       | 343     | 8     |

Жінки
| Спортсменка                 | Категорія   | Ривок     | Ривок | Поштовх   | Поштовх | Загалом | Місце |
| Спортсменка                 | Категорія   | Результат | Місце | Результат | Місце   | Загалом | Місце |
| --------------------------- | ----------- | --------- | ----- | --------- | ------- | ------- | ----- |
| Чо Хьо Сім                  | до 63 кг    | 105       | 3     | 143       | 2       | 248     | 2     |
| Лім Джон Сім (важкоатлетка) | до 75 кг    | 121       | 1     | 153       | 1       | 274     | 1     |
| Kim Kuk-hyang               | понад 75 кг | 131       | 1     | 175       | 2       | 306     | 2     |

## Боротьба
Легенда:
- VT – Перемога на туше.
- PP – Перемога за очками – з технічними очками в того, хто програв.
- PO – Перемога за очками – без технічних очок в того, хто програв.
- ST – Перемога за явної переваги – різниця в очках становить принаймні 8 (греко-римська боротьба) або 10 (вільна боротьба) очок, без технічних очок у того, хто програв.

Чоловіки
| Спортсмен  | Категорія | Кваліфікація       | 1/8 фіналу         | Чвертьфінал        | Півфінал           | Втішний поєдинок 1     | Втішний поєдинок 2   | Фінал / БМ         | Фінал / БМ |
| Спортсмен  | Категорія | Суперник Результат | Суперник Результат | Суперник Результат | Суперник Результат | Суперник Результат     | Суперник Результат   | Суперник Результат | Місце      |
| ---------- | --------- | ------------------ | ------------------ | ------------------ | ------------------ | ---------------------- | -------------------- | ------------------ | ---------- |
| Ян Кьон Іл | до 57 кг  | Рей (JPN) L 1–4 SP | Завершив виступ    | Завершив виступ    | Завершив виступ    | Лачінов (BLR) W 3–1 PP | Bonne (CUB) L 1–4 SP | Завершив виступ    | 8          |

Греко-римська боротьба
| Спортсмен  | Категорія | Кваліфікація       | 1/8 фіналу            | Чвертьфінал               | Півфінал           | Втішний поєдинок 1 | Втішний поєдинок 2 | Фінал / БМ         | Фінал / БМ |
| Спортсмен  | Категорія | Суперник Результат | Суперник Результат    | Суперник Результат        | Суперник Результат | Суперник Результат | Суперник Результат | Суперник Результат | Місце      |
| ---------- | --------- | ------------------ | --------------------- | ------------------------- | ------------------ | ------------------ | ------------------ | ------------------ | ---------- |
| Юн Вон Чол | до 59 кг  | Bye                | Махмуд (EGY) W 3–1 PP | Тасмурадов (UZB) L 0–4 ST | Завершив виступ    | Завершив виступ    | Завершив виступ    | Завершив виступ    | 10         |

Жінки
| Спортсменка   | Категорія | Кваліфікація            | 1/8 фіналу          | Чвертьфінал             | Півфінал            | Втішний поєдинок 1  | Втішний поєдинок 2      | Фінал / БМ          | Фінал / БМ |
| Спортсменка   | Категорія | Суперниця Результат     | Суперниця Результат | Суперниця Результат     | Суперниця Результат | Суперниця Результат | Суперниця Результат     | Суперниця Результат | Місце      |
| ------------- | --------- | ----------------------- | ------------------- | ----------------------- | ------------------- | ------------------- | ----------------------- | ------------------- | ---------- |
| Кім Хьон Гьон | до 48 кг  | Дадашева (RUS) L 1–3 PP | Завершила виступ    | Завершила виступ        | Завершила виступ    | Завершила виступ    | Завершила виступ        | Завершила виступ    | 13         |
| Чон Мьон Сук  | до 53 кг  | Галлейс (CAN) W 4–0 ST  | Гюн (TUR) W 4–0 ST  | Мароуліс (USA) L 1–3 PP | Завершила виступ    | Bye                 | Zhong Xc (CHN) L 1–3 PP | Завершила виступ    | 7          |